# 金貞烈
金 貞烈（キム・ジョンニョル、きん ていれつ、1917年9月29日 - 1992年9月7日）は、大日本帝国陸軍及び大韓民国空軍の軍人、政治家。初代大韓民国空軍参謀総長、第19代国務総理。最終階級は日本軍人としては大尉、韓国軍人としては中将。創氏改名時の日本名は香川 貞雄（かがわ さだお）。号は「曙巖」（ソアム、서암）。同じく韓国空軍軍人の金英煥は弟。

## 経歴
京城の裕福ないわゆる両班の家庭に生まれる。本貫は慶州金氏。武人が5代続いた慶州金氏の名家で、父・埈元（日本陸士26期）と伯父・基元（日本陸士15期）は大韓帝国軍人であった。
1940年、陸軍航空士官学校（54期）を卒業。明野陸軍飛行学校乙種に在学。1941年3月、飛行第4戦隊に配属。同年11月から隊員として下関小月飛行場に駐留し、北海道旭川に移動。11月末、沖縄の那覇飛行場を経て台湾に移動。1週間後、澎湖諸島を離れて南方に向かう船団を空中掩護する任務に就いた。
太平洋戦争緒戦のフィリピン攻略戦に参加。マレー作戦に参加した朝鮮人将校は金貞烈、崔鳴夏、盧泰順の3人だけであった。1942年2月、小月飛行場に戻り、第4戦隊の本来の任務である日本本土の防衛を担当した。1942年5月頃、米軍爆撃機が奇襲的に東京を空襲すると、八幡製鉄所援護のため緊急待機した。その後は第4戦隊第2中隊長代理となったが、第2中隊を骨幹に芦屋で第248戦隊を新設する際、部隊創設責任者となり、1942年9月に編成を完了した。編成直後に明野陸軍飛行学校甲種学生に選抜され、同年10月から翌43年3月まで在学。
1943年7月、同期生で最初の戦闘機中隊長に抜擢され、第248戦隊第1中隊を率いてバンドンに移動。ここで第117教育飛行戦隊第3中隊長となるが、残り2つの中隊がニューギニアに移動中、米軍の攻撃で壊滅したため、部隊自体が無くなってしまった。1944年3月、大尉に昇進してジャワ島に転出し、戦隊長代理として第35教育飛行隊を創設。同年10月、再びバンドンに赴き、スマトラ島にて三式戦「飛燕」で編成された第18錬成飛行隊（隊長：原強少佐）の隊附として防空にあたる。1945年2月、石油供給基地があるパレンバンに移動してスマトラ西海岸を担当した。連合国の航空機がパレンバンに進出するのを防ぐため、ココス諸島に基地を置いたイギリス軍機とほぼ毎日空中戦を行ったという。終戦直前に明野陸軍飛行学校甲種学生教官に命じられ移動中、プノンペンで終戦を迎えた。サイゴン警備隊長として治安維持に努めたのち、1946年5月に帰国した。
1948年4月、南朝鮮国防警備隊に入隊。韓国空軍の独立に尽力し、崔用徳や李根晳などとともに空軍の創設に貢献した。1948年9月、陸軍航空司令部飛行部隊長となり最初の編隊飛行を実施した。1949年2月、航空士官学校校長。同年10月、韓国空軍が発足すると初代空軍参謀総長に就任。また、空軍参謀総長として、戦闘機の必要性を強調し、その導入を建議する「航空の警鐘」を発表。
1950年６月、朝鮮戦争が勃発した際、アメリカからP-51D マスタングを導入し、直接戦闘機に乗り、陸軍の近接支援等の作戦指揮を行った。1951年８月から１か月間は、智異山でのパルチザン討伐作戦で地上作戦の航空支援を行った。
1952年12月、在東京国連軍総司令部韓国軍連絡将校団団長。1954年5月、国防部長官特別補佐官。同年12月、再び空軍参謀総長（第3代）に就任した。
1957年7月、予備役に編入した後は国防部長官に就任したが、1960年の四月革命の際には李承晩大統領に辞任を促す側にまわり、自らも国防部長官を退任した。
1961年の5・16軍事クーデター以降は、1963年に朴正煕の民主共和党の初代党議長となり、同年5月から駐米大使（～1964年10月）、1966年に反共連盟理事長、1967年には全国区選出の国会議員となった。
国会議員の任期を終えた後は、1971年から三星物産社長、大韓商工会議所副会長、チョンウ開発会長などを歴任し実業界において活動した。1980年には、崔圭夏大統領の下野に貢献する役割を果たした事を評価され、全斗煥政権で平和統一諮問会議の首席副議長として公職に復帰し、政権末期には第五共和国における最後の国務総理を務めた。

## 死後の評価
2005年に、進歩派の市民団体「民族問題研究所」で親日人名辞書に収録するために整理した親日人名辞書収録予定者1次名簿において選定された。

## その他
山崎豊子の小説『不毛地帯』に登場する「光星物産会長・李錫源」は、金貞烈がモデルであると言われている。